# Koffie verkeerd

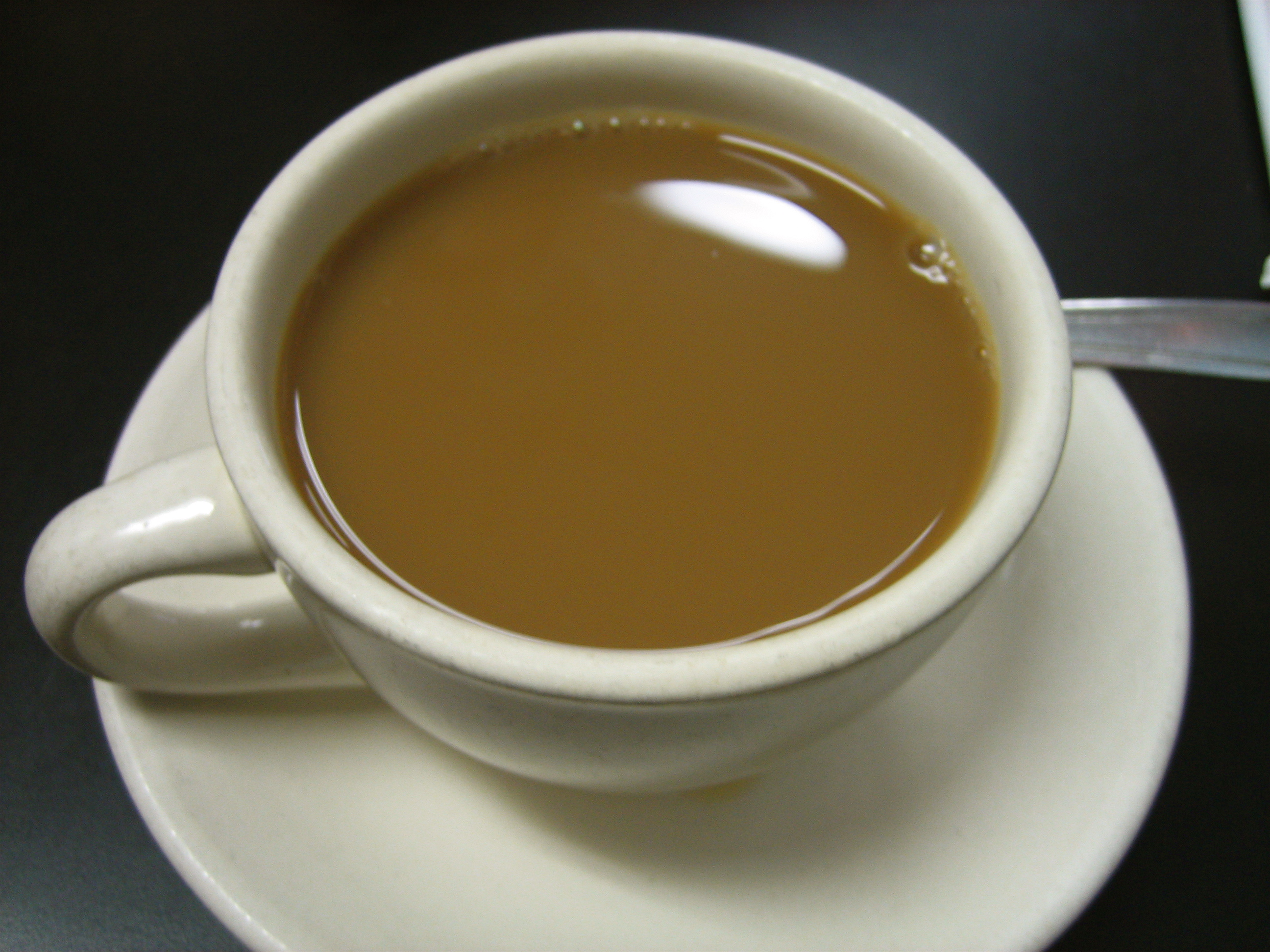
Koffie verkeerd

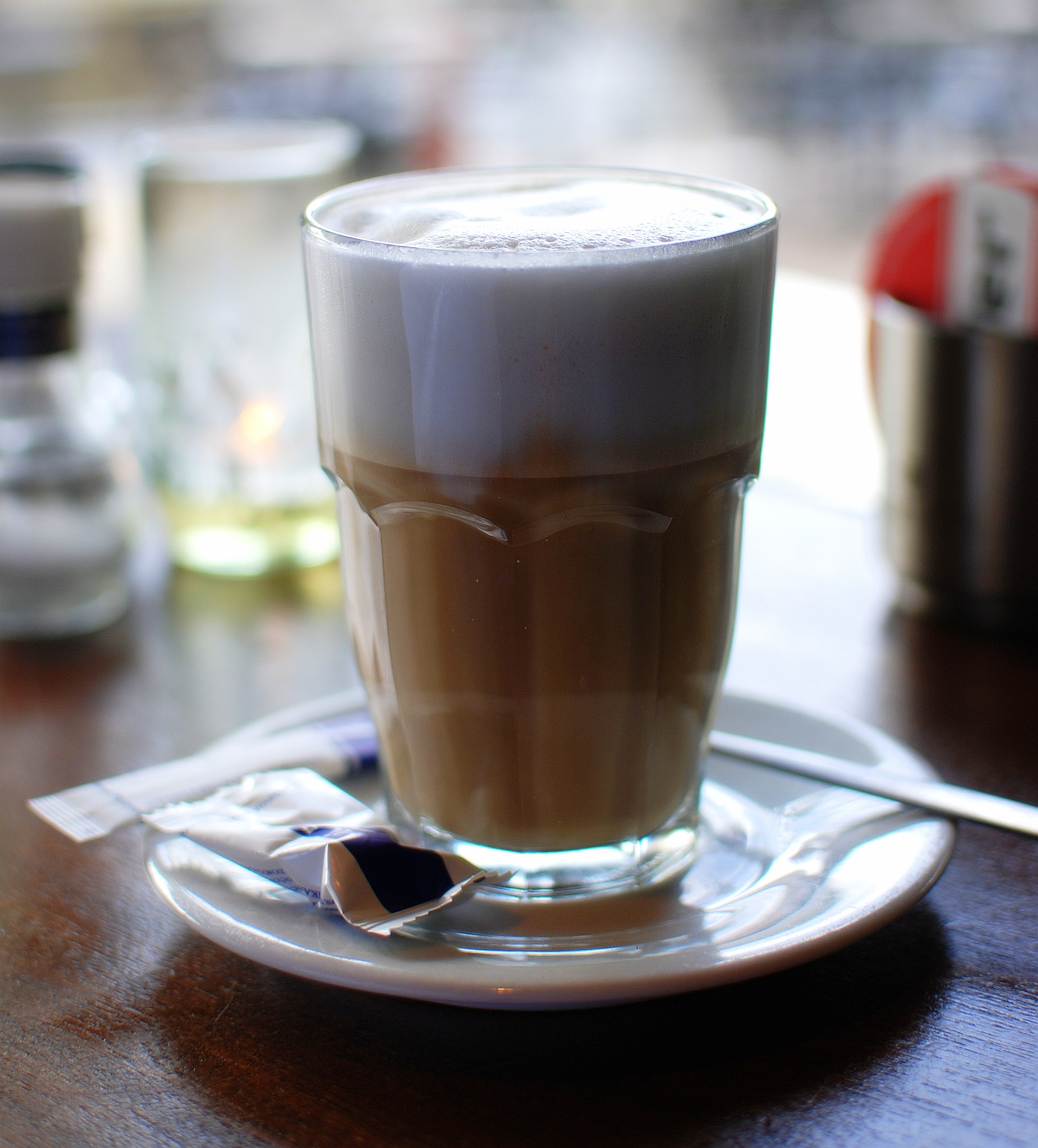
Een "moderne" koffie verkeerd met opgeschuimde melk

Koffie verkeerd is van oorsprong de Nederlandse benaming voor een kop 
koffie met veel "gewone" melk. De toevoeging "verkeerd" dient om het verschil aan te geven met wat "normaal" wordt geacht: koffie met hooguit een scheutje (koffie)melk of eventueel room. Koffie verkeerd kan zowel gemaakt worden met vers gezette koffie, als met oploskoffie. In België (incl. Vlaanderen) wordt deze drank wel een lait russe genoemd. Van oorsprong bestaat koffie verkeerd uit hooguit de helft filterkoffie en ten minste de helft warme melk.
Koffie verkeerd is verwant met andere koffievarianten die met melk(producten) worden gemaakt, maar wijkt daar (van oorsprong) in ten minste twee opzichten van af: bij de varianten gebruikt men andere, vaak sterkere, koffie en/of men gebruikt andere melk(producten). 

## Varianten
Veel verwante koffievarianten gebruiken espressokoffie als basis, zoals caffè latte of de Italiaanse latte macchiato. Daarnaast gaat het bij deze koffievarianten soms niet om gewone warme melk. De Italiaanse cappuccino gebruikt opgeschuimde melk, andere cappuccino-varianten gebruiken slagroom. Het Franse café crème is officieel met room, maar ook wel met melk. 
Al de genoemde koffievarianten kennen overigens grote regionale verschillen. 
Koffie verkeerd lijkt qua smaak op de Franse Grand Crème (een dubbele café creme), de Noord-Europese café au lait, de Duitse Milchkaffee, de Zwitserse café renversé (circa 60% melk, 40% koffie) en de (Amerikaanse) caffè latte. 
Omdat veel horecagelegenheden werken met Italiaanse espressomachines, wordt gewoonlijk een koffie verkeerd gemaakt met een espresso of een caffè lungo als basis; dan is er geen verschil meer tussen koffie verkeerd en moderne varianten zoals caffe latte.